# Evgenija Maksimovna Rudneva
Evgenija Maksimovna Rudneva, in russo Евгения Максимовна Руднева? (Berdjans'k, 24 maggio 1921 – Kerč', 9 aprile 1944), è stata una militare sovietica, navigatore del 46º Reggimento Bombardieri Notturni delle Guardie, Eroe dell'Unione Sovietica. Prima della seconda guerra mondiale era un'astronoma, a capo del Dipartimento solare della sezione moscovita della Società astronomica-geodetica dell'URSS.

## Biografia
Nacque a Berdjans'k, figlia unica in una famiglia di un telegrafista ucraino. Trascorse gran parte dell'infanzia a Mosca dove terminò la scuola secondaria, in seguito studiò per tre anni presso la facoltà di meccanica e matematica dell'Università statale di Mosca prima dell'ottobre 1941, quando si arruolò come volontaria per il servizio militare. Divenne membro del Partito Comunista nel 1943.

## Seconda guerra mondiale
Dopo essersi arruolata nell'Armata Rossa nel 1941, si diplomò nei corsi per navigatori presso la Scuola Militare di Aviazione a Engels, dove effettuò il suo primo volo il 5 gennaio 1942. Nel maggio dello stesso anno, insieme a tutti gli altri membri di quello che allora era il 588º Reggimento Bombardieri Notturni, fu schierata sul fronte meridionale. Nel corso della sua carriera volò con molti piloti, tra cui i futuri Eroi dell'Unione Sovietica Evdokia Nikulina e Irina Sebrova.
Ha effettuato 645 missioni di combattimento notturne sul biplano Polikarpov Po-2, attaccando gli obiettivi strategici come attraversamenti di fiumi, treni per il trasporto truppe e altre attrezzature militari nemiche. Durante la guerra volò in missioni di bombardamento sui fronti transcaucasico, caucasico settentrionale e sul quarto fronte ucraino, nonché nelle battaglie per le penisole di Taman' e Kerč'.
La notte del 9 aprile 1944 fu abbattuta mentre volava come navigatore per Praskovya "Panna" Prokofyeva, uno dei nuovi piloti del reggimento.

### Impegno personale
Nella lettera al professor Sergey Blazhko, direttore del Dipartimento di Astrometria dell'Università Statale di Mosca, datata 19 ottobre 1942, scrisse che la prima bomba che aveva promesso ai nazisti sarebbe stata una rappresaglia per il bombardamento della Facoltà di Meccanica e Matematica avvenuto quell'inverno, in difesa dell'onore dell'università.

## Memoria

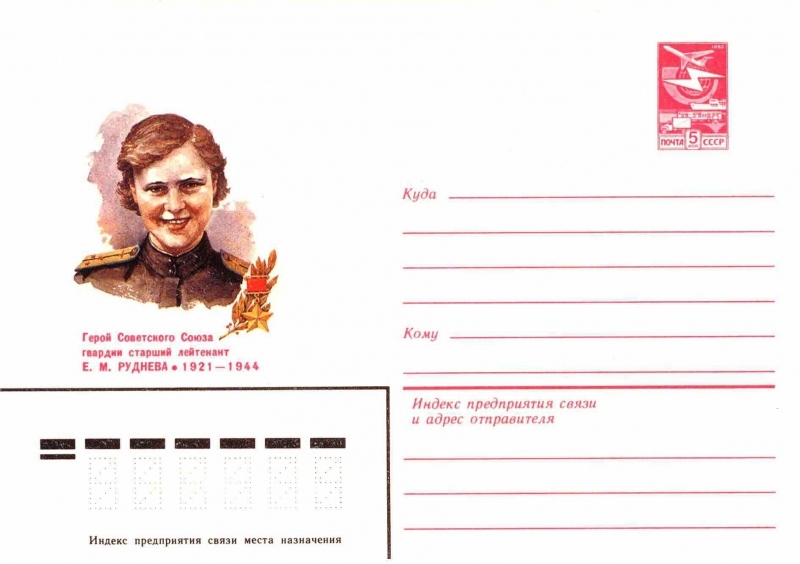
Busta da lettera sovietica del 1983 con il ritratto di Evgenija Rudneva.

A Mosca, Kerč' e Saltykovka le sono stati dedicati alcuni monumenti. Inoltre, le sono state intitolate l'asteroide 1907 Rudneva, una scuola a Kerč', alcune strade a Berdjans'k, Kerč', Mosca e Saltykovka.